# Sevgili Geçmiş
Sevgili Geçmiş (en español: Querido pasado) es una serie de televisión turca de 2019, producida por Sürç Film y emitida por Star TV.

## Trama
Tres hermanas que crecieron separadas reciben una misteriosa carta un día y se conocen en la boda de una de ellas. Sin embargo, en la noche de bodas se encontrarán en una situación inesperada y, desde entonces, se verán obligadas a vivir juntas, ya que comparten un secreto común y sus vidas dependerán las unas de las otras. Esta condición imperativa dejará poco a poco su lugar a la aventura de descubrir la fraternidad, la amistad y la solidaridad.

## Reparto

### Personajes principales
| Actor            | Personaje           | Episodios |
| ---------------- | ------------------- | --------- |
| Ece Uslu         | Cahide Esen Karalar | 1-8       |
| Emre Kınay       | Cemal Karalar       | 1-8       |
| Sevda Erginci    | İpek Gencer         | 1-8       |
| Seçkin Özdemir   | Sinan Malik         | 1-8       |
| Elifcan Ongurlar | Çilem Akan          | 1-8       |
| Melis Sezen      | Deren Kutlu         | 1-8       |
| Özge Özacar      | Azra Yılmaz         | 1-8       |
| Burak Yamantürk  | Kenan Soykan        | 1-8       |
| Burak Çelik      | Mahir Denizhan      | 1-8       |
| Melih Selçuk     | Refik               | 1-8       |
| Renan Bilek      | Komiser Akif        | 1-8       |
| Hülya Duyar      | Afet                | 1-8       |
| Çiçek Acar       | Gülistan            | 1-8       |

### Personajes antiguos
| Actor            | Personaje    | Episodios |
| ---------------- | ------------ | --------- |
| Mihriban Er      | Perihan      | 1-5       |
| Burak Demir      | Okan         | 1-5       |
| Yurdaer Okur     | Tekin Malik  | 1         |
| Zeynep Gülmez    | Müjgan Kutlu | 1-2       |
| Sahin Ergüney    | Harun Kutlu  | 1-2       |
| Yunus Narin      | Aras Kutlu   | 1-5       |
| Candaş Yılancı   | Sadullah     | 3-8       |
| Seray Ercan      | Ebru         | 1-5       |
| İbrahim Coşkun   | Ufuk         | 3-8       |
| Tayfun Şengöz    | Erhan        | 2         |
| Önem Pişkin      | Ladrón       | 3         |
| Arben Akış       | Ali          | 3         |
| Nihal Menzil     | Fatma        | 4         |
| Özlem Kamalıoğlu | Leyla        | 7-8       |

## Producción
La serie de televisión se rueda en Esmirna.

## Temporadas
| Temporada | Día y hora de emisión | Inicio de temporada   | Final de temporada      | N.º de episodios | Rango de episodios | Temporada televisiva | Canal de televisión |
| --------- | --------------------- | --------------------- | ----------------------- | ---------------- | ------------------ | -------------------- | ------------------- |
| 1         | Viernes, 20:00h       | 25 de octubre de 2019 | 13 de diciembre de 2019 | 8                | 1-8                | 2019                 | Star TV             |